# Schklou
Schklou (belarussisch Шклоў, russisch Шклов Schklow), frühere Schreibweise auch Szklów, ist eine Stadt in Belarus in der Mahiljouskaja Woblasz und administratives Zentrum der Verwaltungseinheit Rajon Schklou.

## Geschichte
Der Ort wird erstmals schriftlich 1535 erwähnt. Im Russisch-Polnischen Krieg fanden 1654 und 1656 zwei Schlachten in der Umgebung statt.
Im 18. und 19. Jahrhundert war Schklow ein bedeutendes jüdisches Zentrum mit einer Jeschiwa. Gegen Ende des 19. Jahrhunderts lebten hier über 5000 Juden. Zu Beginn des 20. Jahrhunderts begann die Abwanderung. Im Juli 1941 wurde der Ort von deutschen Truppen besetzt. Nach sowjetischen Quellen wurden 3200 Juden in Schklow und Umgebung im September 1941 von den Einsatzgruppen erschossen.

## Wirtschaft
Jüdische Rauchwarenhändler stellten durch ihren Handel mit Rohfellen in der Geschichte des Ortes eine erhebliche Wirtschaftskraft dar. Für die Leipziger Rauchwarenmessen war die Anwesenheit der jüdischen Händler aus Polen-Litauen wesentlich für den Erfolg oder Misserfolg. Nathan Chaim aus Schklou ragte 1786 besonders heraus. Er brachte mit 40 Wagen Fehwammen und anderes Rauchwerk nach Leipzig. Chaim Eitingon (1857–1932) verlegte nach der Oktoberrevolution seinen Stammsitz aus Schklou in das Pelzzentrum des Leipziger Brühl, mit Filialen in anderen Städten der Welt. Er wurde einer der erfolgreichsten Händler der Pelzbranche.

## Bevölkerungsentwicklung
- 1979: 11.814[2]
- 1989: 14.893
- 2010: 20.168

## Söhne und Töchter der Stadt
- Joseph Gusikow (1806–1837), jüdischer Klezmer und Xylophonist
- Chaim Eitingon (1857–1932), Rauchwaren-Händler und Stifter in Leipzig
- Zalman Shneour (1886–1959), jiddischer und hebräischer Dichter
- Grigori Jefimowitsch Kasarnowski (1887–1955), russischer Metallurg
- Naum Isaakowitsch Eitingon (1899–1981), sowjetischer Geheimdienstoffizier
- Swjatlana Sjarowa (* 1986), Diskuswerferin
- Darja Tschulzowa (* 1997), belarussische Journalistin, politische Gefangene